# Жарков, Владимир Наумович
Влади́мир Нау́мович Жарко́в (4 марта 1926, Ленинград — 26 февраля 2021) — советский и российский учёный-геофизик, планетолог, доктор физико-математических наук (1964), профессор по специальности «геофизика» (1977), Заслуженный деятель науки РФ (2004).

## Биография
Родился 4 марта 1926 года в Ленинграде.
Участник Великой Отечественной войны.
В 1949 году окончил физический факультет МГУ по специальности «теоретическая физика».
Начал работать в лаборатории радиографики Научно-исследовательского кинофотоинститута (НИКФИ) в Москве.
С 1956 года работал в Институте физики Земли имени О. Ю. Шмидта АН СССР / РАН. Был[когда?] заведующим лабораторией[какой?]. Работал в Лаборатории происхождения, внутреннего строения и динамики Земли и планет.
Был одним из основателей новой науки — «Сравнительной планетологии».
Получил первые современные геофизические модели для планет: Уран, Нептун, Венера и Марс.
Основные научные работы посвящены физике высоких давлений и недр планет и их спутников, космогонии, теории равновесной фигуры и собственных колебаний Земли, планет и спутников.
Скончался 26 февраля 2021 года[где?].

## Награды, премии и звания
- 1979 — Орден «Знак Почёта»
- 1980 — Премия имени О. Ю. Шмидта АН СССР (совм. с В.П. Трубицыным), за серию работ по теме «Физика земных и планетных недр»
- 2003 — Премия имени Б. Б. Голицына РАН, за цикл работ «Собственные колебания Земли и планет»
- 2004 — Медаль Ранкорна-Флоренского Европейского союза наук о Земле, за большой и важный вклад в планетологию, особенно за работы по внутреннему строению и составу Марса.
- 2004 — Заслуженный деятель науки РФ.

## Членство в организациях
- Американский геофизический союз, почётный член (2005).
- Заместитель главного редактора журнала «Астрономический вестник, Исследования Солнечной системы» РАН
- Член редколлегии журнала «Письма в астрономический журнал РАН».